# أنشوفة صغيرة
أنشوفة صغيرة (الاسم العلمي: Anchoa parva) (بالإنجليزية: Little anchovy)‏ هي نوع من الأسماك تتبع جنس الأنشوفة من الفصيلة البلمية.